# 羊蹄山ろく消防組合
羊蹄山ろく消防組合（ようていさんろくしょうぼうくみあい）は、倶知安町、蘭越町、ニセコ町、喜茂別町、京極町、留寿都村、真狩村の5町2村で構成する一部事務組合（消防組合）。倶知安町に消防本部を置く。

## 概要

### 所在地
- 消防本部・倶知安消防署 - 〒044-0003 北海道虻田郡倶知安町北3条東4丁目1-3
  - 蘭越支署 - 〒048-1301 北海道磯谷郡蘭越町蘭越町244-4
  - ニセコ支署 - 〒048-1501 北海道虻田郡ニセコ町字富士見74
  - 喜茂別支署 - 〒044-0201 北海道虻田郡喜茂別町字喜茂別207
  - 京極支署 - 〒044-0101 北海道虻田郡京極町字京極312
  - 留寿都支署 - 〒048-1731 北海道虻田郡留寿都村字留寿都226-7
  - 真狩支署 - 〒048-1631 北海道虻田郡真狩村字真狩52-2

### 管内の概要
管内の人口33,886人
- 倶知安町 - 15,139人
- 蘭越町 - 4,638人
- ニセコ町 - 4,957人
- 喜茂別町 - 2,117人
- 京極町 - 3,002人
- 留寿都村 - 1,920人
- 真狩村 - 2,070人

2019年（令和元年）5月31日現在
管内の世帯数3,489世帯
- 倶知安町 - 8,071世帯
- 蘭越町 - 2,296世帯
- ニセコ町 - 2,518世帯
- 喜茂別町 - 1,188世帯
- 京極町 - 1,489世帯
- 留寿都村 - 1,004世帯
- 真狩村 - 996世帯

2019年（令和元年）5月31日現在
管内の面積1,563.24 km2
- 倶知安町 - 261.34 km2
- 蘭越町 - 449.78 km2
- ニセコ町 - 197.13 km2
- 喜茂別町 - 189.41km2
- 京極町 - 231.49 km2
- 留寿都村 - 119.84 km2
- 真狩村 - 114.25 km2

2018年（平成30年）10月1日現在

## 組織
- 消防長
  - 消防次長
    - 総務課
      - 総務係
      - 財政係

    - 消防課
      - 予防係
      - 警防係
      - 救急係
      - 指令係

    - 倶知安消防署
      - 庶務係
      - 予防係
      - 消防団係
      - 危険物係
      - 広報係
      - 機械係
      - 消防係
      - 救急係
      - 支署（蘭越、ニセコ、喜茂別、京極、留寿都、真狩）